# Communauté de communes de Yenne
La communauté de communes  de Yenne  est une communauté de communes française, située dans le département de la Savoie et la région Auvergne-Rhône-Alpes.

## Géographie
La communauté de communes de Yenne se situe dans l'Avant-Pays Savoyard, dans la plaine à l'ouest de la Chaîne de l'Épine et bordée par le Rhône à la limite administrative avec le département de l'Ain. Son altitude varie entre 210 mètres à La Balme et 1 496 mètres sur la commune de Saint-Paul-sur-Yenne.

## Histoire
La communauté de communes de Yenne a été créée par arrêté préfectoral du 28 avril 2000.

## Composition
La communauté de communes est composée des 13 communes suivantes :

| Nom                      | Code Insee | Gentilé      | Superficie (km2) | Population (dernière pop. légale) | Densité (hab./km2) |
| ------------------------ | ---------- | ------------ | ---------------- | --------------------------------- | ------------------ |
| Yenne (siège)            | 73330      | Yennois      | 23,36            | 3 045 (2022)                      | 130                |
| La Balme                 | 73028      | Balmérans    | 9,4              | 356 (2022)                        | 38                 |
| Billième                 | 73042      | Billiémands  | 5,98             | 262 (2022)                        | 44                 |
| La Chapelle-Saint-Martin | 73078      | Chapellus    | 2,57             | 146 (2022)                        | 57                 |
| Jongieux                 | 73140      | Jongiolans   | 6,43             | 284 (2022)                        | 44                 |
| Loisieux                 | 73147      | Loiselans    | 9,33             | 224 (2022)                        | 24                 |
| Lucey                    | 73149      | Lucettois    | 6,14             | 290 (2022)                        | 47                 |
| Meyrieux-Trouet          | 73156      | Meyrieulands | 11,05            | 337 (2022)                        | 30                 |
| Saint-Jean-de-Chevelu    | 73245      | Chevelans    | 12,72            | 837 (2022)                        | 66                 |
| Saint-Paul-sur-Yenne     | 73269      | Sanpaulans   | 13,25            | 750 (2022)                        | 57                 |
| Saint-Pierre-d'Alvey     | 73271      | San-Pierrans | 7,7              | 309 (2022)                        | 40                 |
| Traize                   | 73299      | Traizelans   | 9,48             | 336 (2022)                        | 35                 |
| Verthemex                | 73313      | Verthemexois | 9,28             | 240 (2022)                        | 26                 |

## Démographie
| 1968  | 1975  | 1982  | 1990  | 1999  | 2010  |
| ----- | ----- | ----- | ----- | ----- | ----- |
| 4 277 | 4 260 | 4 535 | 5 091 | 5 626 | 6 807 |

### Pyramide des âges
| Hommes | Classe d’âge | Femmes |
| ------ | ------------ | ------ |
| 0,4    | 90 ans ou +  | 1,5    |
| 6,4    | 75 à 89 ans  | 10,2   |
| 14,4   | 60 à 74 ans  | 15,2   |
| 21,4   | 45 à 59 ans  | 19,1   |
| 21,6   | 30 à 44 ans  | 21,6   |
| 14,4   | 15 à 29 ans  | 14,0   |
| 21,3   | 0 à 14 ans   | 18,4   |

| Hommes | Classe d’âge | Femmes |
| ------ | ------------ | ------ |
| 0,3    | 90 ans ou +  | 0,5    |
| 6,1    | 75 à 89 ans  | 9,0    |
| 13,8   | 60 à 74 ans  | 14,4   |
| 24,2   | 45 à 59 ans  | 22,3   |
| 22,5   | 30 à 44 ans  | 21,1   |
| 15,0   | 15 à 29 ans  | 14,6   |
| 18,0   | 0 à 14 ans   | 18,1   |

## Administration

### Statut
Le regroupement de communes a dès sa création pris la forme d’une communauté de communes. L’intercommunalité est enregistrée au répertoire des entreprises sous le code SIREN 247 300 262. Son activité est enregistrée sous le code APE 8411Z

### Présidents
| Période                                  | Période  | Identité      | Étiquette | Qualité                       |
| ---------------------------------------- | -------- | ------------- | --------- | ----------------------------- |
| 2000                                     | En cours | Guy Dumollard | SE        | Maire de Traize (depuis 1983) |
| Les données manquantes sont à compléter. |          |               |           |                               |

### Conseil communautaire
À la suite de la réforme des collectivités territoriales de 2013, les conseillers communautaires dans les communes de plus de 1000 habitants sont élus au suffrage universel direct en même temps que les conseillers municipaux. Dans les communes de moins de 1000 habitants, les conseillers communautaires seront désignés par le conseil municipal élu l'ordre du tableau des conseillers municipaux en commençant par le maire puis les adjoints et enfin les conseillers municipaux. Les règles de composition des conseils communautaires ayant changé, celui-ci comptera à partir de mars 2014 trente-deux conseillers communautaires qui sont répartis selon la démographie :
| Nombre de conseillers | Communes                                                                             |
| --------------------- | ------------------------------------------------------------------------------------ |
| 9                     | Yenne                                                                                |
| 3                     | Saint-Jean-de-Chevelu et Saint-Paul-sur-Yenne                                        |
| 2                     | La Balme, Billième, Jongieux, Lucey, Meyrieux-Trouet, Saint-Pierre-d'Alvey et Traize |
| 1                     | La Chapelle-Saint-Martin, Loisieux et Verthemex                                      |

### Bureau
Le conseil communautaire élit un président et des vice-présidents. Ces derniers, avec d'autres membres du conseil communautaire, constituent le bureau. Le conseil communautaire délègue une partie de ses compétences au bureau et au président. 

### Compétences
Les actions qu'entreprend la Communauté de communes de Yenne sont celles que les communes ont souhaité lui transférer. Ces dernières sont définies dans ses statuts.

### Identité visuelle
| Logotype de la Communauté de communes de Yenne. | La Communauté de communes de Yenne s’est dotée d’un logotype. |